# Montblanc (Hérault)
Montblanc ist eine französische Gemeinde mit 2.896 Einwohnern (Stand 1. Januar 2022) im Département Hérault in der Region Okzitanien.

## Geografie
Der Ort Montblanc befindet sich zwischen den Autobahnen A9 und A75; zwölf Kilometer von Béziers sowie ca. 50 Kilometer von Montpellier entfernt.
Die Thongue, ein Nebenfluss des Hérault, fließt durch das Gemeindegebiet von Montblanc. Hier mündet auch die Lène in die Thongue. Ganz im Süden des Gemeindegebietes verläuft der Libron.

## Geschichte
Früher hieß das Dorf Sainte-Eulalie de la Thongue, nach dem Namen der örtlichen Schutzpatronin, der heiligen Eulalia von Mérida und dem Namen des Flusses Thongue.

### Bevölkerungsentwicklung
| Jahr      | 1962 | 1968 | 1975 | 1982 | 1990 | 1999 | 2007 | 2017 |
| Einwohner | 1487 | 1567 | 1601 | 1643 | 1857 | 2136 | 2486 | 2848 |

## Sehenswürdigkeiten

### Kirche Sainte-Eulalie

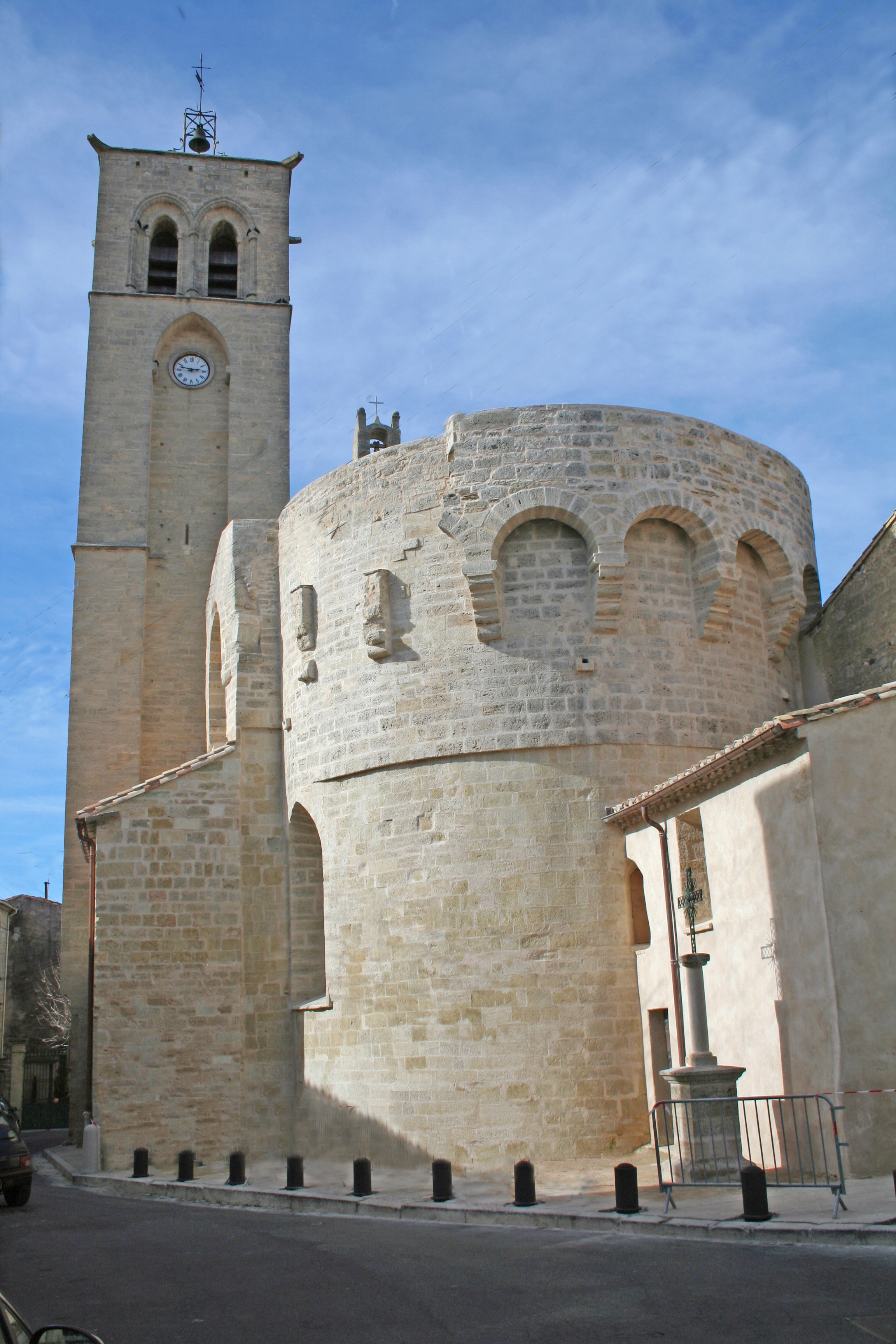
Kirche Sainte-Eulalie

Montblanc ist ein für den Languedoc typisches Dorf. Das mittelalterliche Zentrum mit seinen engen Straßen ist um die Kirche Sainte-Eulalie aufgebaut.
Die ersten bekannten Erwähnungen dieser Kirche stammen aus vier Dokumenten des 12. und 13. Jahrhunderts:
- Eine Bulle vom 27. April 1153 des Papstes Eugen III., die verfügt, dass der Apostolische Stuhl alle Besitztümer des Bistums Béziers an sich nimmt.
- Eine Charta von 1156 im Zusammenhang mit einem Streit zwischen dem Abt von Villemagne und dem Bischof von Béziers.
- Eine Bulle vom 11. Februar 1179 des Papstes Alexander III.
- Eine Bulle vom 22. November 1216 des Papstes Honorius III.

Das Kirchenschiff, ein romanischer, streng viereckiger Bau, wurde als Erstes im 11. Jahrhundert gebaut. Im 12. Jahrhundert wurde der Chor in Form einer Halbkugel errichtet. Die Kirche ist mit einer Befestigungsanlage, die sich rund um den Platz des „Château Vieux“ (Altes Schloss) zieht, verbunden.
Während des 12. und 13. Jahrhunderts ließ die Gemeinde den „Tour de l’église“ (Kirchturm, Glockenturm) errichten. So konnten Wachtposten aus 35 Meter Höhe die Ankunft von Plünderern überwachen. Das erklärt auch die Pechnasen und die Zinnen an der Außenmauer.
Das Bemerkenswerteste im Inneren der Kirche sind die hölzerne Kanzel aus dem Jahr 1730 und der imposante Altar.
Seit 1987 steht die Kirche unter Denkmalschutz.

### Four Banal (Ofen)

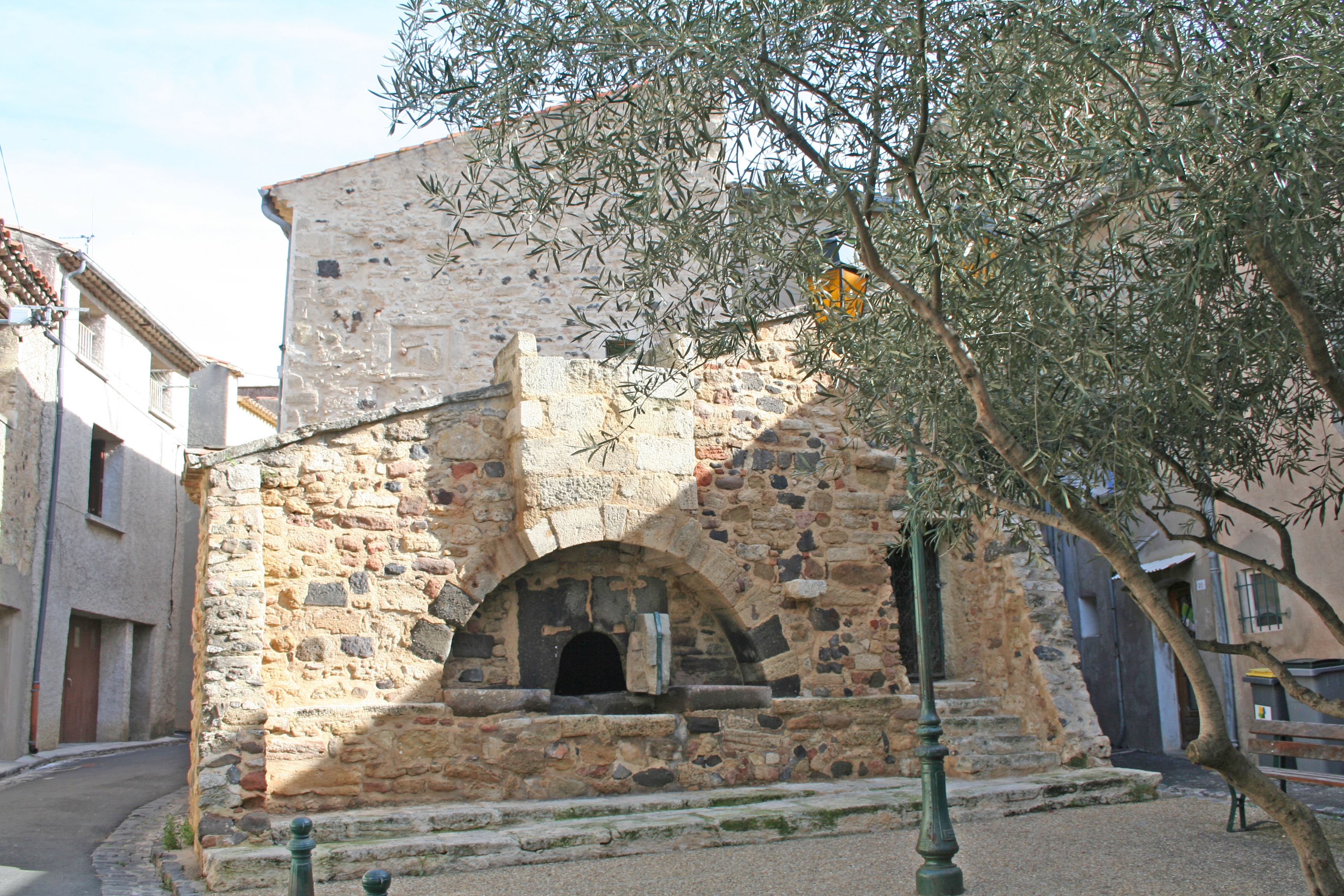
Four Banal

Der Ofen befindet sich im alten Ortskern. Er wurde im Mittelalter erbaut, bekam sein heutiges Aussehen aber erst 1610 und 1662.
Zur Zeit des Ancien Régime backten die Bürger von Montblanc dort ihr Brot. Während der Revolution wurde das Bannrecht aufgehoben, doch der Four Banal wurde 1814 wieder in Betrieb genommen und wurde noch bis Anfang des 20. Jahrhunderts benutzt.
Der Ofen, der 1999 restauriert wurde und sein ursprüngliches Aussehen zurückerlangt hat, zeugt noch heute vom Alltag der früheren Einwohner Montblancs.

### Maison Consulaire (Konsulnhaus)
Das Konsulnhaus wurde 1664 von den Konsuln Gasc und Dijous am Standort der Weinpressen an der vorderen Mauer des „Château Vieux“ gebaut. Das Maison Consulaire oder Maison de Ville (Stadthaus) war bis zur Revolution das Zentrum des Gemeindelebens.
Die Konsuln, die viel vom Alltagsgeschäft verstanden, teilten sich die Macht mit dem Herren des Ortes. Sie wurden jedes Jahr von den Familienoberhäuptern gewählt. Sie versammelten sich im Saal im ersten Stock.
Das gewölbte Erdgeschoss diente als Markthalle. Sein Eckpfeiler diente lange als Pranger.

### Tour du Château (Burgturm)
Der Burgturm ist das einzige Überbleibsel der Burg, die an die Kirche angrenzte. Er überragt das Dorf und wird von zwei gewölbten Pechnasen flankiert.
Eine andere Burg im Renaissance-Stil wurde im 15. Jahrhundert auf der anderen Seite der Kirche erbaut. Dort machten 1533 auch Franz I. und die Königin Eleonore von Kastilien, die Schwester von Karl V. Heute ist der Turm in Privatbesitz.

### Fontaine Vieille (Alter Brunnen)
Der Fontaine Vieille ist die Mündung eines gewundenen Kanals zu einer Quelle, die sich östlich des Dorfes befindet und heute noch fließt. Das Tympanon des Spitzbogens zeigt eine verwitterte Inschrift: "D O M ".

### Museum
Das Museum wurde 1929 im Rathaus geschaffen und 2001 neu gestaltet. In den neuen Räumlichkeiten können zahlreiche Kunstwerke bewundert werden.

## Persönlichkeiten
- M. Henri, Adolphe Pieyre de Boussuges (* 27. August 1848 in Nîmes, † 22. Februar 1909 in Montblanc), Mandatsträger in der Nationalversammlung oder der Abgeordnetenkammer vom 13. März 1882 bis zum 9. November 1885 im Département Gard für die Union des Droites[1]
- Henri Massal (1921–2009), Radrennfahrer